# Corpo portante

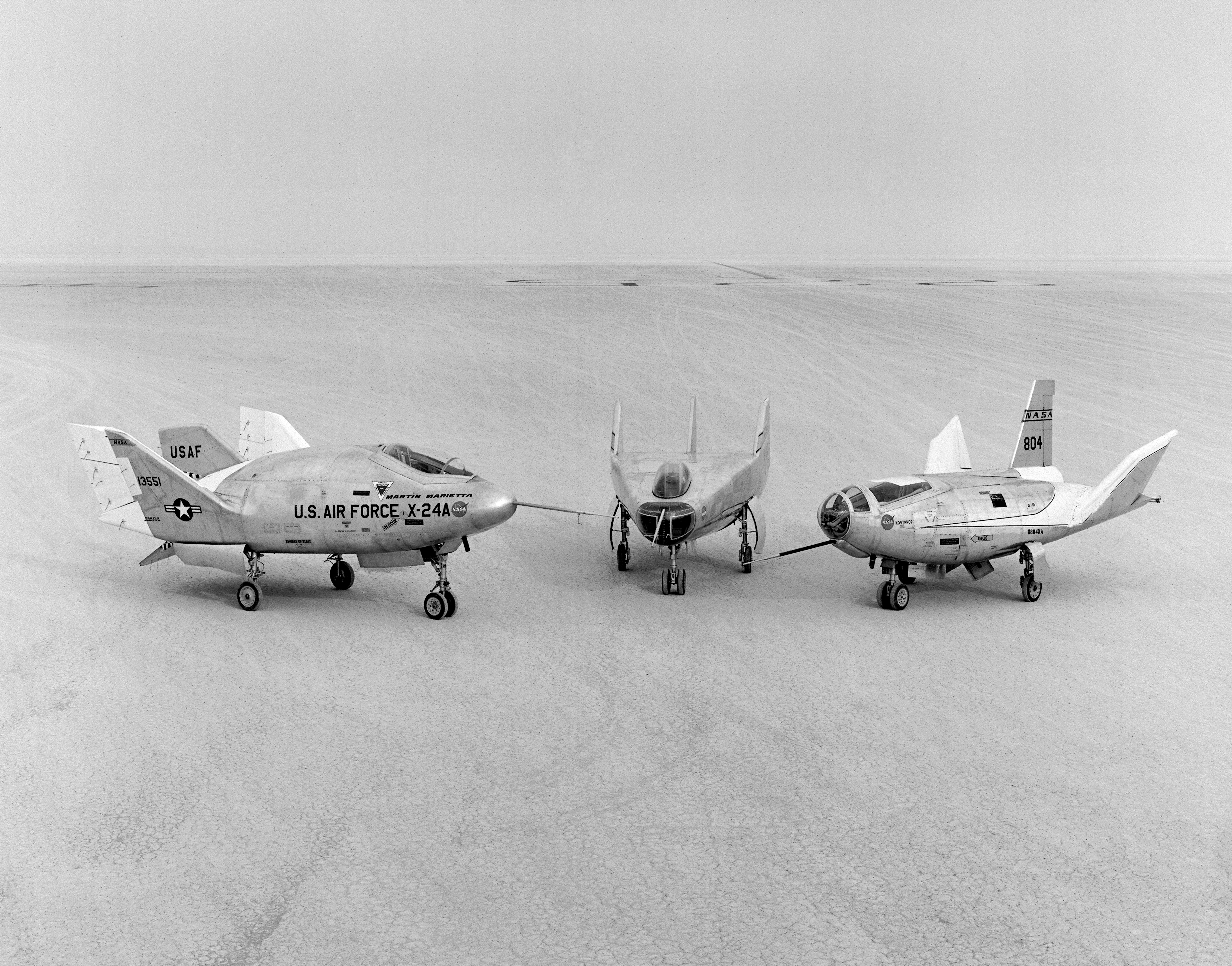
Tre esempi di corpo portante. X-24A, M2-F3, HL-10.

Il corpo portante è un velivolo senza ali, in grado di generare una forza portante grazie esclusivamente a una opportuna configurazione della fusoliera.

## Descrizione
I corpi portanti sono stati sviluppati a partire dagli anni sessanta sia dalla statunitense NASA che dall'Unione Sovietica, con lo scopo di realizzare velivoli spaziali. 
Malgrado il fatto che nessuno dei velivoli realizzati dalle due superpotenze abbia mai volato nello spazio, essi rappresentano un passaggio fondamentale nello studio e nella realizzazione delle navette spaziali (Space Shuttle per la NASA e Programma Buran per l'agenzia spaziale Russa).
Esempi di corpi portanti realizzati dalla NASA sono: HL-10, M2-F2 con la sua variante M2-F3, X-24A con la sua variante X-24B. 

Questi velivoli non erano in grado di decollare da soli ma dovevano essere portati in quota (circa 10.000 metri) da un vettore Boeing NB52, l'equipaggio era costituito da un solo uomo.
Dopo essere stati sganciati dal vettore essi raggiungevano una quota compresa tra i 13.000 e i 28.000 metri, a seconda del velivolo, grazie ai propri motori. L'atterraggio avveniva planando come un aliante, la portanza, come detto, era fornita dalla particolare conformazione della fusoliera. 

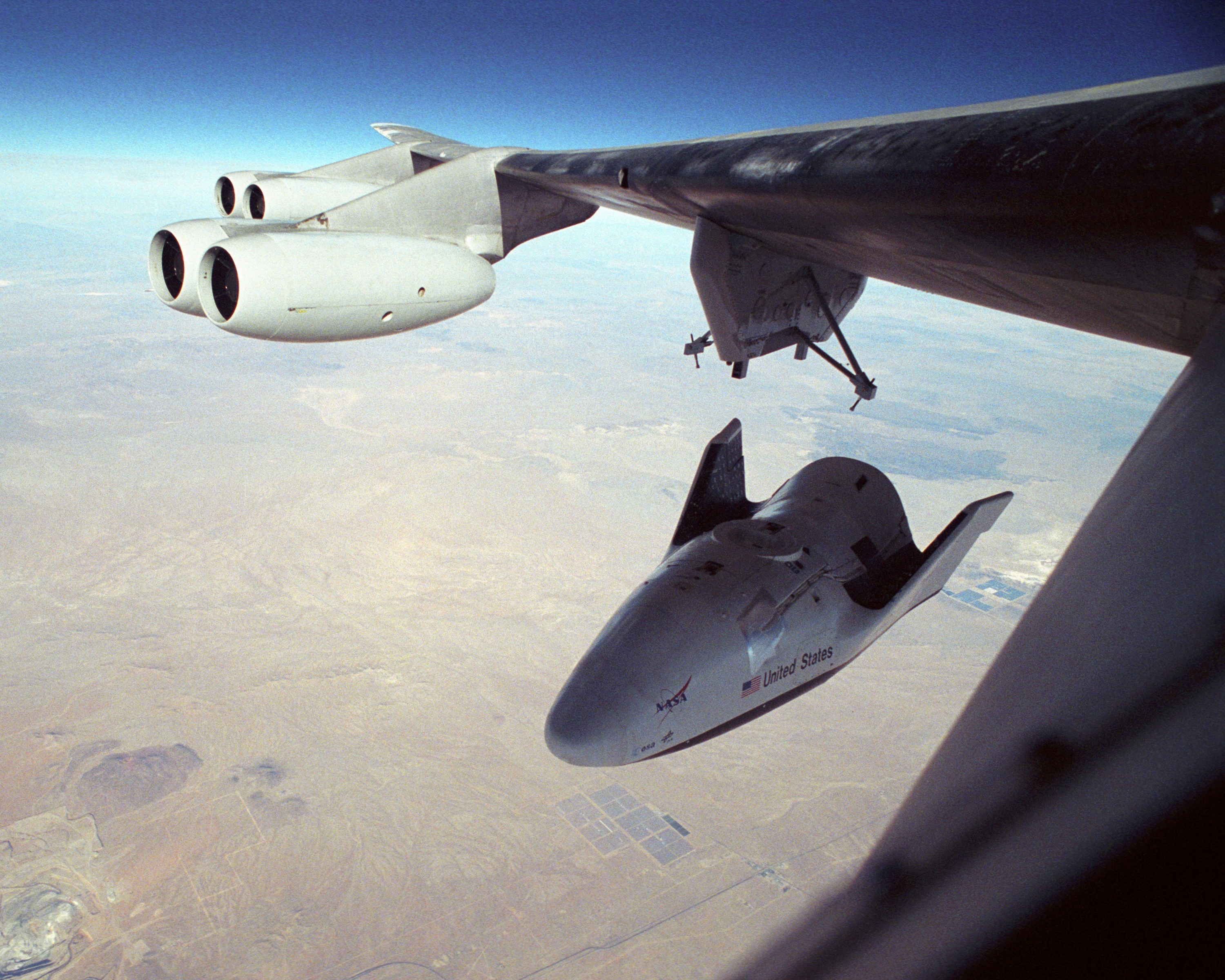
Un prototipo di X-38 sganciato da un B-52.

Due esempi di corpi portanti realizzati in Unione Sovietica furono il MiG-105-11 ed il Bor4 (realizzato esclusivamente in scala 1:6). Il progetto russo di corpi portanti era identificato come progetto 50/50 e prevedeva l'utilizzazione di due velivoli, il vettore ed il corpo portante stesso (velivolo monoposto denominato Spiral e realizzato dall'OKB Mikoyan Gurevich). Il vettore, in realtà mai realizzato, doveva portare in quota a 30.000 metri e velocità Mach 3 il velivolo a corpo portante. L'unico velivolo russo a volare con equipaggio fu il MiG-105-11 (velivolo, come detto, denominato Spiral oppure EPOS, ovvero aereo orbitale sperimentale pilotato), esso in alcuni test fu sganciato da un vettore subsonico Tupolev TU-95K ad una quota di circa 5000 metri. 
Il MiG-105-11 era anche in grado di decollare da solo grazie ai propri motori. Il Bor4, come accennato, fu realizzato solo in scala ridotta e fu utilizzato solo per effettuare test aerodinamici e prove di atterraggio.